# Прогулка по доске

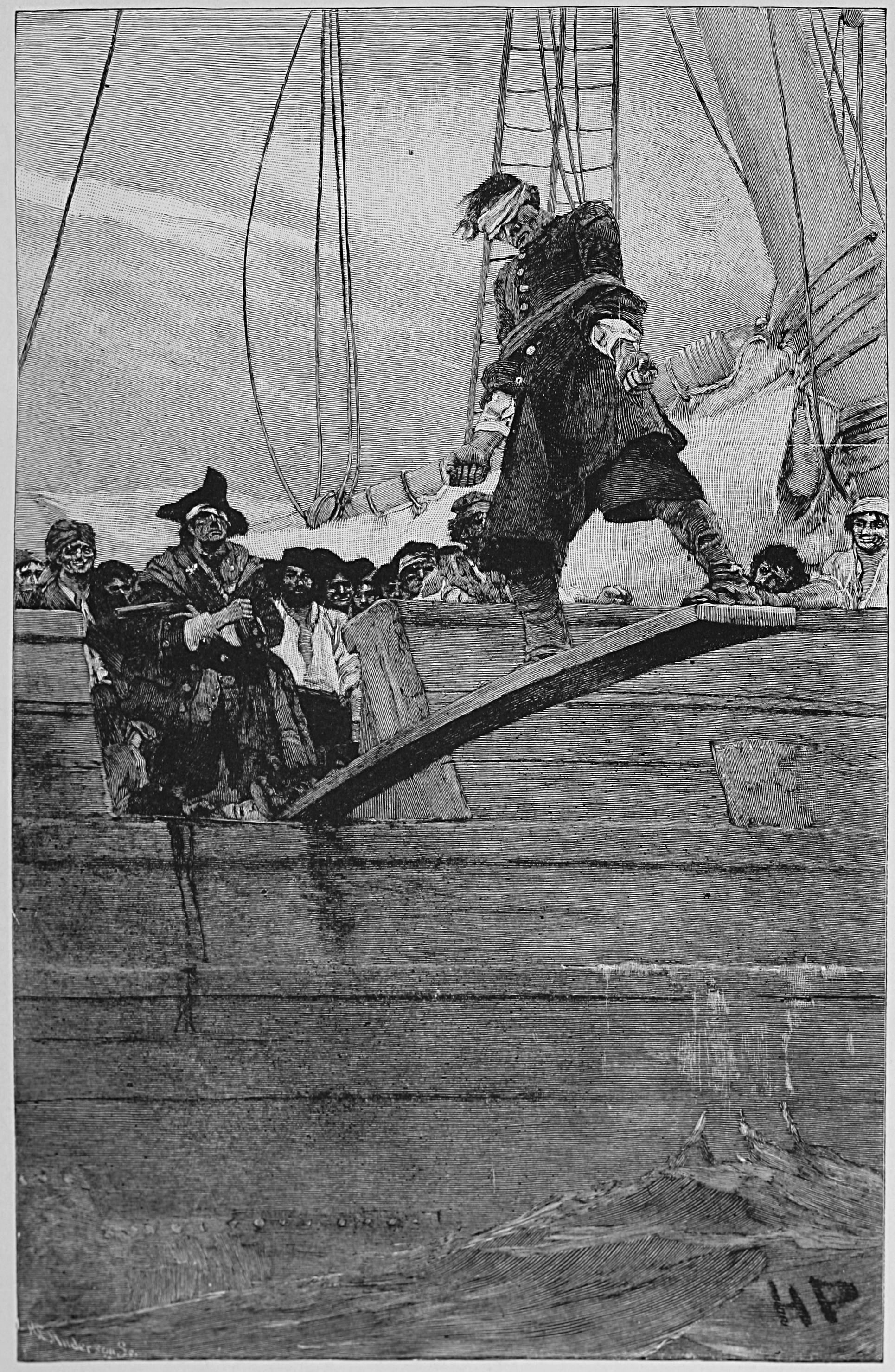
Говард Пайл. Осуждённый идёт по доске

Прогулка по доске — вид казни, применявшийся пиратами, мятежниками и прочими преступниками. Осуждённый шёл по доске, один конец которой выдавался в море. Упав, он либо тонул, либо съедался акулами. Самое раннее упоминание фразы относится ко второй половине XVIII века. Некоторые авторы утверждают, что термин «прогулка по доске» был выдуман в новейшее время, хотя он встречается уже у Френсиса Гроуза.

## Исторические случаи
В 1769 году мятежник Джордж Вуд исповедался капеллану Ньюгетской тюрьмы, что он со своими сообщниками заставил офицеров идти по доске.
Говорят, что пират Джон Дердрейк, действовавший на Балтике в конце 1700-х годов, топил всех своих жертв, заставляя их ходить по доске.
В 1822 году Уильям Смит, капитан британского шлюпа, был вынужден идти по доске испанской пиратской шхуны «Эмануэль».
Выпуск The Times от 14 февраля 1829 сообщал о захвате пиратами судна «Редпол» и последующей казни команды вышеуказанным способом.
В 1829 году пираты захватили голландский бриг «Ван Фредерика» и заставили его команду идти по доске с привязанными к ногам пушечными ядрами.
«Прогулка по доске» играет большую роль в восприятии пиратов в популярной культуре. В действительности этот вид казни применялся очень редко. Большинство пиратов не разбрасывалось жертвами. Даже те немногие, которые получали от зрелища пытки удовольствие (такие как Эдвард Лау), пользовались более продолжительными методами.